# Rodríguez supernumerario
Rodríguez supernumerario es una película en blanco y negro de Argentina dirigida por Enrique Cahen Salaberry sobre el guion de Wilfredo Jiménez según el argumento de Ivo Pelay basado en su obra teatral Rodríguez, que se estrenó el 26 de mayo de 1948 y que tuvo como protagonistas a Pepe Arias, Golde Flami, Floren Delbene y Nelly Duggan.

## Sinopsis
Un modesto empleado que busca su nombramiento definitivo aparece como responsable de las maniobras deshonestas de otros compañeros.

## Reparto
Participaron en el filme los siguientes intérpretes:
- Pepe Arias     …Rodríguez
- Golde Flami
- Floren Delbene
- Nelly Duggan
- María Santos
- Rafael Frontaura
- Ilde Pirovano
- Maruja Roig
- Ricardo Castro Ríos
- Roberto Blanco
- Domingo Márquez
- Jorge Arias
- Gilberto Peyret
- Diana Belmont
- Arturo Arcari
- Francisco Audenino
- Domingo Mania
- Nicolás Taricano
- R. Bernal
- Carmen Llambí
- Sofía Bozán
- Mario Baroffio
- Jesús Pampín
- Adolfo Linvel
- Humberto de la Rosa
- Raúl del Valle

## Comentarios
Carlos Inzillo en Queridos Filipipones (Editorial Corregidor, 1989) opinó:

”Por su tono melancólico, pausado, casi cansino, por su compenetración en el esquema del empleado público, sin mayores ambiciones, por el acierto de sus partes monologadas, cuesta encontrar otro actor para Rodríguez.”

Por su parte Manrupe y Portela escriben:

”Adaptación de una obra teatral acerca de un hombre gris, con demasiados chistes que distraen su intención de ser grotesco. Un pequeño clásico de Pepe Arias.”